# 哈里·霍尔姆
哈里·霍尔姆（丹麥語：Harry Holm，1902年9月14日—1987年12月25日），丹麦男子竞技体操运动员。他曾代表丹麦获得1920年夏季奥运会体操比赛男子团体自由式金牌。他于1987年在埃斯比约去世。